# Thurrock
Thurrock este o Autoritate Unitară cu statut de burg în regiunea East of England, în estul Londrei.

## Orașe în cadrul districtului
- Grays;
- Tilbury;

1. ↑   https://ons.maps.arcgis.com/home/item.html?id=a79de233ad254a6d9f76298e666abb2b Lipsește sau este vid: |title= (ajutor)